# Громилы (Marvel Comics)
Громилы (англ. Enforcers) — вымышленная команда суперзлодеев, появляющаяся в американских комиксах издательства Marvel Comics. Наиболее известны как враги Человека-паука и Сорвиголовы. Первоначально группа состояла из Монтаны (Джексон Брайс), Быка (Реймонд Блох) и Красавчика Дэна (Дэниел Брито).
На протяжении многих лет с момента их первого появления в комиксах Громилы появились в других медиа продуктах, в том числе: фильмы, мультсериалы и видеоигры. В фильме «Человек-паук: Возвращение домой» 2017 года, действие которого разворачивается в Кинематографической вселенной Marvel, роль Монтаны исполнил Логан Маршалл-Грин.

## История публикаций
Громилы были созданы сценаристом Стэном Ли и художником Стивом Дитко и впервые появились в The Amazing Spider-Man #10 (Март, 1964).
Громилы часто фигурировали в ранних выпусках The Amazing Spider-Man, дебютировав в #10 и вернувшись в выпусках #14 и #18-19, в последних из которых они объединились с суперзлодеем Песочным человеком. Команда появилась в Daredevil #356–357 и Dazzler #7-8, после чего вновь столкнулась с Человеком-пауком в Marvel Team-Up #39-40 и #138, Peter Parker, Spectacular Spider-Man #19-20, Spider-Man #94-95, Spider-Man (vol. 2) #28 и многих других комиксах.

## Биография вымышленной команды
Громилы славились как самые жестокие наёмники» на Восточном побережье, представляя собой преступное трио, состоящее из: организатора группы Красавчика Дэна (мужчины невысокого роста, превосходно владеющего дзюдо и обладающего чёрным поясом), Монтаны (Джексона Брайса, мастерски орудующего лассо) и Быка (медлительного, но в то же время крупного бойца с прочным телом). Их первый известный работодатель, коррумпированный промышленник Норман Озборн, нанял их, чтобы прикрыть приют в Мэлоуне с целью приобретения земельного участка. Тем не менее, тогдашний житель Мэлоуна Нэмор Подводник встаёт у них на пути, после чего уничтожает оборудование Озборна. Впоследствии Громилы стали широко известны за счёт работы на нового криминального авторитета Большого босса (на самом деле являющегося репортёром Daily Bugle Фредериком Фосуэллом) и провели серию краж, запугивания и вымогательства, в которую вошли все преступные банды, не относящиеся к Маджии Нью-Йорка, чтобы присоединиться к синдикату. Их нападение на Бетти Брант привлекла внимание Человека-паука. Когда Питер Паркер блефовал, что якобы знает личность Большого босса, Громилы похитили его и привезли в свою штаб-квартиру. Оставшись там в одиночестве, Питер переоделся в Человека-паука, победил Громил и вызвал полицию, которая вскоре узнала, что Большим боссом был Фосуэлл.

## Члены команды

### Оригинальный состав
Первоначально группа состояла из:
- Красавчик Дэн — мастер боевых искусств. Дэниел Брито родился в Бруклине, штат Нью-Йорк. Он прекрасно владеет дзюдо, каратэ и полагается на ловкость ног.
- Первый Бык - Рэймонд Блох, брат близнец Рональда Блоха. Обладает грубой физической силой и прочным телом.
- Монтана - настоящее имя Джексон Брайс. Опытный владелец лассо.

### Другие участники
Впоследствии к группе присоединились:
- Второй Бык - Рональд Блох, брат-близнец Рэймонда Блоха. Он стал вторым Быком после предполагаемой смерти первого Быка. Когда его брат Рэймонд вернулся из мёртвых и присоединился к группе, Рональд покинул её.
- «Змей» Марстон - Сильвестр «Змей» Марстон - эксперт в области акробатики.
- «Хаммер» Харрисон - Уиллард «Hammer» Харрисон - эксперт в области бокса, который носил на руках пару алмазно-твёрдых стальных молота.

## Альтернативные версии

### Ultimate Marvel
В альтернативной вселенной Ultimate Marvel Громилы были наёмниками, работающими на Кингпина и стали одними из первых противников Человека-паука. Образы участников группы были значительно переработаны:
- Фредерик Фосуэлл использовал псевдоним Мистер Биг и не был связан с Daily Bugle, однако запись, где Кингпин раздавил ему голову была направлена Бену Уриху и использована для эксклюзива Daily Bugle, которая разоблачила деятельность Фиска.
- Красавчик Дэн был переосмыслен как молодой стрелок под именем Дэн Креншоу.
- Бык был изображён как темнокожий доминиканец по имени Бруно Санчес.
- Монтана носил гражданское имя Монтана Бэйл и использовал кнут вместо лассо.

После трёхкратного проигрыша Человеку-пауку вместе с неофициальным членом группы Электро, Громилы, по всей видимости, распались. Впоследствии они начали работать на Кувалду, когда тот начал войну против Кингпина.

## Вне комиксов

### Телевидение
- Громилы появляются в мультсериале «Человек-паук» 1967 года, где группа состоит из Монтаны, которого озвучил Бернард Кован[14] и Быка, озвученного Полом Солсом[15].
- В мультсериале «Новые приключения Человека-паука» 2008 года Громилы представлены в полном составе: Красавчика Дэна озвучил Фил Ламарр[16], Быка — Клэнси Браун, которого затем заменил Дэнни Трехо[15], а Монтану — Джефф Беннетт[14]. В эпизоде «Рыночные силы» Монтана становится Шокером и, впоследствии, вступает в команду Зловещая шестёрка[17].
- Громилы появляются в эпизоде «Кошмар на Рождество» мультсериала «Великий Человек-паук», где Красавчика Дэна озвучил Стивен Уэбер[16], Быка — Марк Хэмилл[15], а Монтану — Трой Бейкер[14].

### Кино
Джексон «Монтана» Брайс, сыгранный Логаном Маршаллом-Грином, появляется в фильме «Человек-паук: Возвращение домой» 2017 года, где является компаньоном Эдриана Тумса. Ранее он и его товарищи занимались демонтажами работами, однако, после битвы за Нью-Йорк между Мстителями и Читаури, представители Департамента США по ликвидации разрушений, совместного предприятия федерального правительства и Тони Старка, прекращают бизнес «Bestman Salvage», компании Тумса. Команда тайно крадёт инопланетную технологию, которую затем продаёт на чёрном рынке. Монтана берёт себе псевдоним Шокер, вооружившись создающей вибрации перчаткой. В дальнейшем, Брайс вступает в конфронтацию с Тумсом, угрожая разоблачить своего бывшего нанимателя. В результате, Тумс случайно убивает Монтану, вооружившись разработки Тинкерера.

### Видеоигры
Громилы появляются в игре Marvel Heroes, где нападают на супергероя Спидбола. От смерти его спасает капитан Джин ДеВулфф, которая убивает всех троих гангстеров. Впоследствии Кингпин использует этот инцидент с целью шантажированная ДеВулфф.